# Förmultning

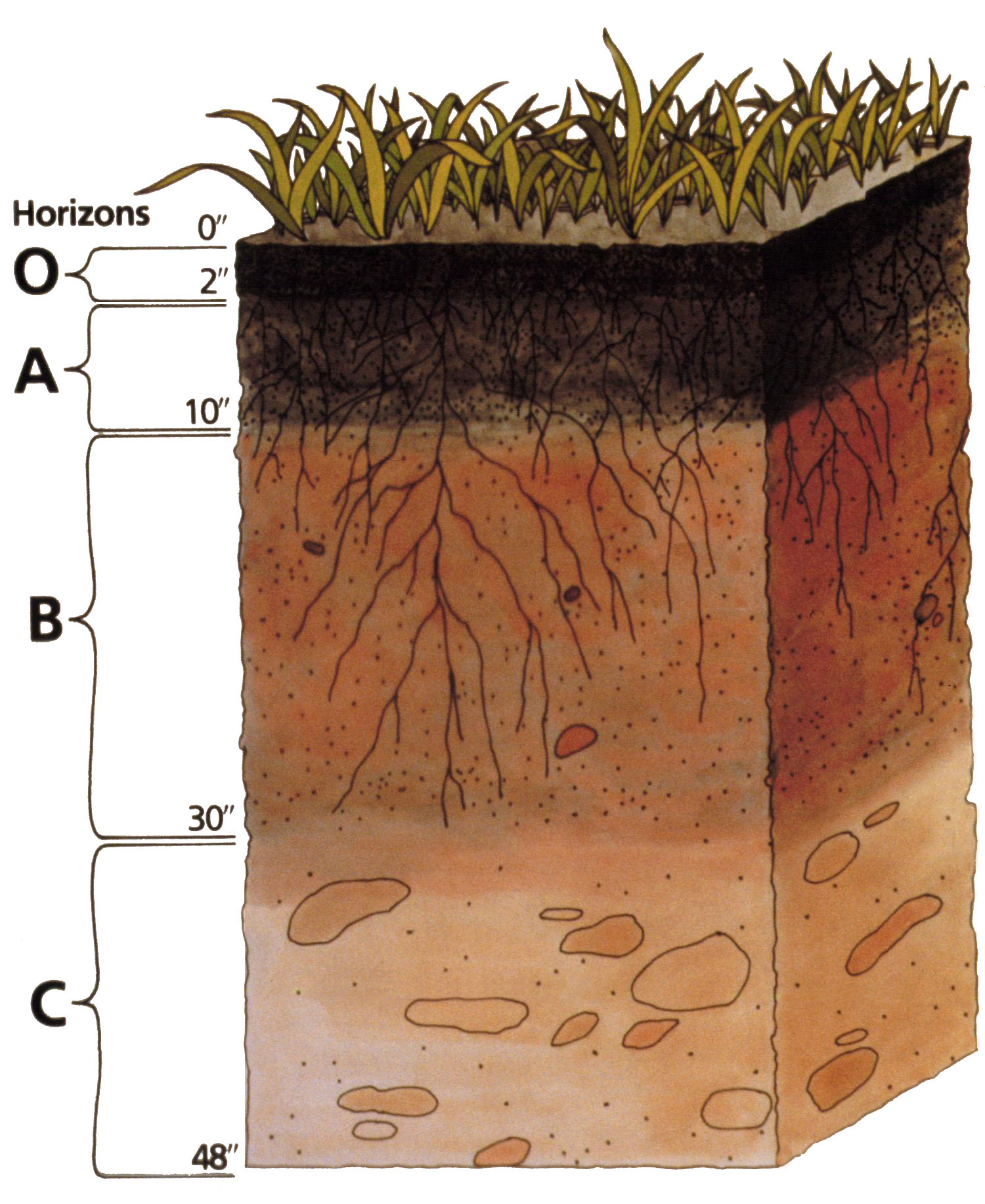
En bild som visar hur jorden är i olika skikt, där de översta lagren nyligen börjat förmultna, medan lagren längre ner har förmultnat länge.

Förmultning är mikrobiologisk nedbrytning av kolhydratrika organiska rester vid god tillgång på syre. Den är på så vis en del av vattnets, kvävets och kolets kretslopp i naturen. Förmultning sker genom en serie långsamma oxidationsprocesser, i motsats till förruttnelse, som sker genom reduktiva processer. Den typ av material som förmultnar är framför allt växtrester, som först finfördelats av maskar eller insekter. De finfördelade partiklarna används sedan som föda av mikroorganismer som bakterier och svampar. Slutprodukten vid fullständig förmultning är koldioxid och vatten, samt en viss mängd ammoniak eller nitrat från nedbrutna växtproteiner.
Abiotiska miljöfaktorer, som temperatur, fuktighet och markens surhet påverkar förmultningsprocessernas förlopp. Låga temperaturer, hög fuktighet och sura jordar ger ett överskott av sura mellanprodukter, som humussyror. Dessa anhopas lätt som en allt surare råhumus. På torrare, varmare, neutrala till basiska jordar bildas mull, som ger goda matjordar.